# Andrzej Biskupski
Andrzej Biskupski (ur. 30 sierpnia 1938 r. w Łodzi) – polski poeta, eseista, krytyk literacki.
Ukończył studia na Wydziale Matematycznym i Wydziale Filozofii Uniwersytecie Łódzkim. Debiutował w 1963 r. na łamach czasopisma "Zarzewie" jako poeta. Na przełomie lat 60. i 70 związany był z łódzką grupą poetycką Centrum. Od 1981 r. jest redaktorem Wydawnictwa Łódzkiego.
Przez wiele lat był pracownikiem Działu Informacji Naukowej Wojewódzkiej i Miejskiej Biblioteki Publicznej im. Marszałka Józefa Piłsudskiego w Łodzi.

## Twórczość
- Każde moje wnętrze
- Mój głos zewnętrzny
- Nie tylko przeciw metaforze
- Wspólnota
- Tym jest jeszcze poezja
- Piosenka o potrzebie